# The Ways of Yore
The Ways of Yore (с англ. — «Пути былого») — одиннадцатый студийный альбом франко-норвежского музыкального проекта Burzum, выпущенный 2 июня 2014 Варгом Викернесом на лейбле Byelobog Productions. Этот альбом наследует звучание предыдущего альбома Burzum, Sôl austan, Mâni vestan, но с применением вокала.
Обложкой альбому служит фрагмент гравюры «Вивьен и Мерлин», написанной французским художником Гюставом Доре.

## Предпосылки
Варг Викернес заявил о The Ways of Yore на официальном сайте: «The Ways of Yore — это мой первый шаг навстречу чему-то новому, но в то же время старому как истоки Европы. При помощи The Ways of Yore я пытаюсь отправить слушателя в дни былого, чтобы заставить его почувствовать дух прошлого, который до сих пор жив в его крови».
12 мая 2014, Варг Викернес опубликовал 30-секундный тизер каждой песни альбома на своём официальном YouTube-канале.
Песни «Emptiness» и «To Hel and Back Again» — являются перезаписанными версиями песен «Tomhet» (из альбома Hvis lyset tar oss) и «Til Hel og Tilbake Igjen» (из Fallen).

## Список композиций
| №                   | Название                | Перевод             | Длительность |
| ------------------- | ----------------------- | ------------------- | ------------ |
| 1.                  | «God from the Machine»  | Бог из машины       | 1:40         |
| 2.                  | «The Portal»            | Портал              | 2:19         |
| 3.                  | «Heill Odinn»           | Слава Одину         | 3:11         |
| 4.                  | «Lady in the Lake»      | Владычица озера     | 4:39         |
| 5.                  | «The Coming of Ettins»  | Приход ётунов       | 4:36         |
| 6.                  | «The Reckoning of Man»  | Расплата человека   | 7:56         |
| 7.                  | «Heil Freyja»           | Слава Фрейе         | 1:56         |
| 8.                  | «The Ways of Yore»      | Пути былого         | 6:11         |
| 9.                  | «Ek fellr»              | Я падаю             | 2:54         |
| 10.                 | «Hall of the Fallen»    | Чертоги павших      | 5:06         |
| 11.                 | «Autumn Leaves»         | Осенняя листва      | 4:00         |
| 12.                 | «Emptiness»             | Пустота             | 13:13        |
| 13.                 | «To Hel and Back Again» | В Хель и обратно    | 10:44        |
| Общая длительность: | Общая длительность:     | Общая длительность: | 58:11        |

## Над альбомом работали
- Варг Викернес — вокал, все инструменты.